# Michael Goolaerts
Michael Goolaerts (Lier, 24 juli 1994 – Rijsel, 8 april 2018) was een Belgisch baan- en wegwielrenner die tot aan zijn overlijden in 2018 reed voor Veranda's Willems-Crelan.

## Carrière
Als junior werd Goolaerts in 2011 onder meer tiende in de Omloop der Vlaamse Gewesten en won hij het provinciale kampioenschap tijdrijden. Op de baan pakte hij zilver in zowel de ploegenachtervolging als in de teamsprint. Een jaar later eindigde hij in twee etappes van de Sint-Martinusprijs Kontich op het podium en eindigde hij op plek 22 op het Europese kampioenschap tijdrijden, waar winnaar Mathias Krigbaum bijna anderhalve minuut sneller was. Op de baan won hij de twee onderdelen waar hij het jaar ervoor tweede was geworden.
Als eerstejaarsbelofte werd Goolaerts twintigste op het nationale kampioenschap tijdrijden. Eerder dat jaar was hij al derde geworden op het provinciale kampioenschap, achter winnaar Frederik Frison en Stef Van Zummeren. Na een stageperiode bij Vérandas Willems kreeg hij voor het daaropvolgende seizoen een contract aangeboden. In dat seizoen sprintte hij onder meer naar de derde plaats in de eerste etappe van de Triptyque des Monts et Châteaux.
In 2015 verruilde Goolaerts zijn ploeg voor Lotto Soudal U23, de opleidingsploeg van Lotto Soudal. In dat jaar werd hij onder meer zevende op het nationale kampioenschap tijdrijden voor beloften en vierde in Parijs-Chauny. In maart 2016 werd hij zeventiende in de Dorpenomloop Rucphen. Een maand later won hij de eerste etappe van de Ronde van Loir-et-Cher. De leiderstrui die hij daaraan overhield moest hij na de derde etappe afstaan aan Fridtjof Røinås. Daarnaast werd hij, samen met vijf ploeggenoten, nationaal kampioen ploegentijdrijden. Per 1 augustus kreeg hij een stagecontract bij Lotto Soudal. Tijdens deze stageperiode werd hij onder meer negende in de Nationale Sluitingsprijs.
In 2017 werd Goolaerts prof bij Veranda's Willems-Crelan. Zijn debuut maakte hij in de Ster van Bessèges, waar hij in de derde etappe opgaf. In de Clásica de Almería, die werd gewonnen door Magnus Cort, eindigde de Belg op plek 34. Later dat jaar werd hij onder meer twintigste in de Tacx Pro Classic. Het seizoen 2018 begon voor Goolaerts in de Ronde van Sharjah, waar hij driemaal bij de beste tien renners finishte en zestiende werd in het eindklassement. In maart van dat jaar werd hij onder meer negende in Dwars door West-Vlaanderen en twintigste in de Driedaagse Brugge-De Panne.

## Overlijden
In 2018 debuteerde Goolaerts in Parijs-Roubaix. Op de tweede kasseistrook kreeg hij een hartaanval, viel van zijn fiets en bleef roerloos liggen. Na te zijn gereanimeerd werd hij overgebracht naar het ziekenhuis te Rijsel, waar hij in de avond op 23-jarige leeftijd overleed.

## Baanwielrennen

### Palmares
| Jaar     | BK                               | EK       | WK       | Overig   |
| Junioren | Junioren                         | Junioren | Junioren | Junioren |
| -------- | -------------------------------- | -------- | -------- | -------- |
| 2011     | Ploegenachtervolging, Teamsprint |          |          |          |
| 2012     | Ploegenachtervolging, Teamsprint |          |          |          |

## Wegwielrennen

### Overwinningen
2016
1e etappe Ronde van Loir-et-Cher

## Resultaten in voornaamste wedstrijden
|      | \| Jaar \| Gent-Wevelgem \| Ronde van Vlaanderen \| Parijs-Roubaix \| Parijs-Tours \| \| ---- \| ------------- \| -------------------- \| -------------- \| ------------ \| \| 2017 \| opgave \| opgave \| \| 160e \| \| 2018 \| 135e \| opgave \| opgave \| \| |                      |                |              |
| Jaar | Gent-Wevelgem | Ronde van Vlaanderen | Parijs-Roubaix | Parijs-Tours |
| 2017 | opgave | opgave               |                | 160e         |
| 2018 | 135e | opgave               | opgave         |              |

## Ploegen
- 2013 –  Vérandas Willems (stagiair vanaf 1-8)
- 2014 –  Vérandas Willems
- 2016 –  Lotto Soudal (stagiair vanaf 1-8)
- 2017 –  Veranda's Willems-Crelan
- 2018 –  Veranda's Willems-Crelan

Borcy · Burton · Carnevali · Deguelle · Fauville · Ferrari · Lodewijks · Mertz · Pardini · Pirlot · Poppe · Rase · Serry · Smeyers · Thomé · Vandyck · De Troch (stagiair) · Goolaerts (stagiair)
Bille · Burton · Carnevali · Convens · De Troch · de Winter · Goolaerts · Mannaerts · Mertz · Pardini · Smeyers · Touquet · Vanderaerden · Vandyck · Vereecken · Wastyn · Wauters · Van Gucht (stagiair)
Armée · Bak · Benoot · Boeckmans · Broeckx · De Buyst · De Bie · De Clercq · De Gendt · Debusschere · Dockx · Frison · Gallopin · Greipel · Hansen · Henderson · Ligthart · Marczyński · Monfort · Roelandts · Sieberg · Valls · Van der Sande · Vanendert · Vervaeke · Wallays · Wellens · Deltombe (stagiair) · Goolaerts (stagiair) · Shaw (stagiair)
Bille · Cordeel · De Bondt · Devolder · Dupont · Duijn · Godrie · Goolaerts · Jaspers · Kruopis · Merlier · Prémont · van Aert · Van Breussegem · Van Zummeren · Vergaerde · Livyns (stagiair) · Teugels (stagiair)
De Bie · De Bondt · De Witte · Devolder · Duijn · Godrie · Goolaerts · Kruopis · Leysen · Livyns · Merlier · Steels · Tanner · van Aert · Van Breussegem · Waeytens
- Gemeinsame Normdatei: 1155738268
- Virtual International Authority File: 1806152381756501950000